# Sidy Sow
Cheikhe Sidy Sow (Bromont, Quebec; 8 de junio de 1998) más conocido como Sidy Sow, es un jugador profesional canadiense de fútbol americano, se desempeña en la posición de lineman en New England Patriots, en la National Football League (NFL).

## Carrera
Hizo su debut profesional con el equipo New England Patriots, lleva jugando una temporada, comenzó en el 2023.